# 沙泰勒热拉尔
沙泰勒热拉尔（法語：Châtel-Gérard，法語發音：[ʃatɛl ʒeʁaʁ]）是法国勃艮第-弗朗什-孔泰大区约讷省的一个市镇，属于阿瓦隆区。

## 地理
沙泰勒热拉尔（47°37'56"N, 4°5'47"E）面积30.67 平方千米，位于法国勃艮第-弗朗什-孔泰大區约讷省，该省份为法国中北部内陆省份，西接卢瓦雷省，西北接塞纳-马恩省，南至涅夫勒省，东临科多尔省，东北与奥布省接壤。
与沙泰勒热拉尔接壤的市镇（或旧市镇、城区）包括：萨里、桑蒂尼、塔尔西、阿努、比耶里莱贝勒方丹、埃蒂韦、马尔莫、蒂济。

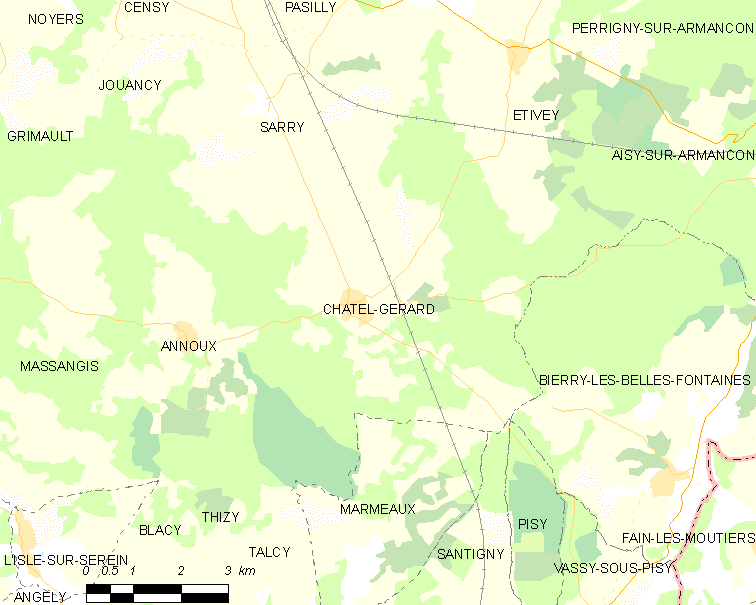
沙泰勒热拉尔的OSM定位图

沙泰勒热拉尔的时区为UTC+01:00、UTC+02:00（夏令时）。

## 行政
沙泰勒热拉尔的邮政编码为89310，INSEE市镇编码为89092。

## 政治
沙泰勒热拉尔所属的省级选区为沙布利县。

## 人口

1962-2008年间沙泰勒热拉尔人口变化图示

沙泰勒热拉尔于2022年1月1日时的人口数量为199人。